# الجمعية البرلمانية المشتركة للاتحاد الأوروبي ودول أفريقيا والكاريبي والمحيط الهادئ
تم إنشاء الجمعية البرلمانية المشتركة للاتحاد الأوروبي ودول أفريقيا والكاريبي والمحيط الهادئ (بالإنجليزية: ACP–EU Joint Parliamentary Assembly)‏ لجمع الممثلين المنتخبين من الاتحاد الأوروبي (أعضاء البرلمان الأوروبي) والممثلين المنتخبين من دول إفريقيا والكاريبي والمحيط الهادئ التي وقعت على اتفاقية كوتونو ‏.
منذ دخول معاهدة نيس حيز التنفيذ، اكتسبت المنظمة دور أكثر بروزًا حيث يتم توجيه جزء كبير من عملها نحو تعزيز حقوق الإنسان والديمقراطية والقيم المشتركة للإنسانية، وقد نتج عن ذلك التزامات مشتركة تم التعهد بها في إطار مؤتمرات الأمم المتحدة.